# Ossian demo 1987
A magyar heavy metal egyik legsikeresebb csapatának számító Ossian zenekar 1987 első felében készítette el ötszámos, második demófelvételét. Az instrumentális tétel kivételével később az összes dal felbukkant az 1988-as debütáló Acélszív nagylemezen.

## Dalok
1. Nyugtalan – 4:34
2. A Sátán képében – 2:56
3. Rock'n'Roll lány – 4:44
4. Instrumentális – 2:55
5. Metal nemzedék – 5:55

## Zenekar
- Paksi Endre – ének
- Maróthy Zoltán – gitár
- Kovács T. Péter – basszusgitár
- Galántai Zsolt – dobok

## Külső hivatkozások
- Az Ossian története (1986-1992)